# 玛胡日达
玛胡日达（？—？）蒙古族，内蒙古乌拉特中公旗人，第二世（不计追认）迪鲁瓦活佛。

## 生平
玛胡日达生于内蒙古乌拉特中公旗一个平民家庭，其父名为嘉勒。后来，他被认定为第一世迪鲁瓦活佛的转世。